# Iodure d'ammonium
L'iodure d'ammonium est un composé chimique de formule NH4I.
Il est utilisé dans des produits chimiques photographiques et certains traitements médicamenteux.
Il peut être préparé à partir de l'acide iodhydrique qui réagit avec l'ammoniaque.
Il est facilement soluble dans l'eau, à partir de laquelle il cristallise en cubes. Il est également soluble dans l’éthanol. Il jaunit progressivement au repos dans l'air humide, en raison de la décomposition avec la libération d’iode.

## Préparation
L’iodure d'ammonium peut être produit en laboratoire en faisant réagir l'ammoniac ou l’ammoniaque avec de l’acide iodhydrique ou de l'iodure d'hydrogène à l’état gazeux, selon la réaction :
NH3 + HI → NH4I
NH4OH + HI → NH4I + H2O
Il est également formé à partir de la décomposition de la triiodoamine ammoniaquée (un explosif).